# Albornos
Albornos är en kommun i Spanien. Den ligger i provinsen Ávila i den autonoma regionen Kastilien och León i centrala delen av landet, 110 km väster om huvudstaden Madrid. Antalet invånare är 175 (2024).